# Thronwechsel
Thronwechsel bedeutet, dass ein bisheriger Machtinhaber von seinem Amt abdankt und somit eine andere Person (Beispiel aus der Monarchie) in dieses Amt erhebt.
Ein Beispiel dafür sind die Ereignisse, die sich 1848 in Österreich abspielten: "Auf Initiative des Feldmarschallleutnants Felix Fürst zu Schwarzenberg dankte Ferdinand ab und überließ den Thron seinem 18-jährigen Neffen Joseph, der den Kaisernamen Franz Joseph I. annahm." 
Im niederländischen Königshaus kam mit dem angekündigten Abtritt von Königin Beatrix Ende April zugunsten von Kronprinz Willem Alexander zum dritten Mal in Folge das Staatsoberhaupt durch einen Thronwechsel ins Amt. 